# Арыкбалык
Арыкбалык (каз. Арықбалық) — село в Айыртауском районе Северо-Казахстанской области Казахстана. Административный центр Арыкбалыкского сельского округа. Код КАТО — 593235100.

## Население
В 1999 году население села составляло 4010 человек (1947 мужчин и 2063 женщины) (в 1989 году — около 5400 человек). 3,9 тыс. человек в 2002 году. По данным переписи 2009 года, в селе проживал 2851 человек (1358 мужчин и 1493 женщины).

## География
На западном берегу Имантауского озера, там, где из него вытекает река Арык-Балык, находится станица Арык-Балыкская, основанная в 1820-х годах. Станица лежит в 97 верстах от Кокчетава. В ней есть деревянная церковь, станичное правление, мужское и женское училища, хлебный магазин, 6 водяных и 23 ветряных мельниц, 34 маслобойни, салотопенный завод, три кузницы, казённая винная лавка, на праздники проходит ярмарка. В станице насчитывается около 300 домов и более 2100 жителей, находятся следы древних арыков, разделяющих крестообразно поля, свидетельствующие о развитии здесь хлебопашества в самые отдалённые времена.
Около станицы, на юго-западе, расположены два выселка — Верхне-Бурлукский и Нижне-Бурлукский при реке Бабык-Бурлук. В первом числится 128 дворов и 1100 жителей обоего пола, а во втором — 209 дворов и 1430 жителей, школа, хлебный магазин, 6 водяных мельниц, 22 ветряных и два кожевенных завода, две кузницы и винная лавка.

## История

### История основания станицы
Станица Арык-Балыкская Кокчетавского уезда была образована в 1824 году по велению императора Александра I-го, как и некоторые другие близлежащие станицы, в том числе и сам уездный город Кокчетав.
Название станицы местные жители связывали с оригинальным способом добычи осетровых рыб (балыка) первопоселенцами, которые разделили русло реки, вытекающей из озера Имантау, на несколько десятков арыков по числу семей, живших в старинном посёлке, на месте которого и была образована станица.
Первое упоминание в документах Омского архива 5 июня 1827 года, в связи с тем, что на поселение в станицу Арык-Балыкскую направлены четверо казаков 5-го полка Линейного Сибирского казачьего войска с семьями, из бывших польских улан, взятых в плен в войне 1812 года: Андрей Кожицкий Михайлов сын, Доброслав Червинский Иванов сын, Григорий Бучинский Станислав сын, Иосиф Савицкий Тимофеев сын.
При образовании станицы в Арык-Балык было переселено 27 семей донских казаков, которые основали донской конец станицы. В донском конце и была в 1858 году построена церковь во имя святого Александра Невского. Наряду с донским, станица имела ещё три конца — старый, польский и военный. Старый конец, по-видимому, был основан в конце 17 — начале 18 века. Польский конец основан в 1827 году, а военный в 1849 году, когда в станице появились военные поселенцы из числа волжских казаков и вольных крестьян Поволжья, при переселении частично производимых в приписные, а частично в запашные казаки. 
Этнический состав населения станицы был разнороден, наряду с 27 семьями донских казаков, приписанных к 1-му полку имени Ермака Тимофеевича, в станице проживало несколько десятков семей из числа запорожских черкассов, а также потомки поляков и литовцев, участников различных войн и восстаний. Потомков малороссийских черкассов, а также принявших православие поляков и литовцев, приписывали, как правило, к 5-му и 7-му полку. Какую-то долю населения станицы составили и военные поселенцы из числа русских крестьян.
Первая партия военных поселенцев из Челябинского округа (16 семей) прибыла на границу Сибирского войска 4 июня 1849 года. По жребию первым военным поселенцам Сибирского казачьего войска выпала станица Арык-Балыкская (85 верст от Кокчетава), куда они выехали из Кокчетава 25 июня 1849 года в сопровождении сотника Пахомова.
В станице были: военный лазарет, хранилище военного имущества.
В 1868 году в село прибыл первый учитель, Волков Иван Иванович. Он открыл первую школу на 50 мест — 4 класса, которая была расположена на одном конце лазарета. В 1888 году приехала первая учительница Певунова Александра Петровна и открыла школу для девочек на 25 мест. Эти бескорыстные подвижники отдали любимому делу не менее четырех десятков лет каждый. И только в глубоко преклонном возрасте расстались с любимым детищем, оставив неизгладимый след в жизни станицы. И это вполне понятно. Например, те, кто когда-то первыми переступили порог класса, через время приводили туда детей своих и внуков. В течение многих десятков лет в Арыкбалыке трудно было отыскать такую семью, где бы близко не знали Ивана Ивановича и Александру Петровну. Весь этот шумный многоликий поток станичной детворы проходил через руки, через сердца любимых учителей. С их помощью приобщались к азам грамоты, чтобы повзрослев, тверже стать на тропинку жизни. Уходя из стен школы, каждый хранил в сердце своем горячие, искренние чувства благодарности к своим учителям-наставникам. И все же надо сказать, что особым уважением и признательностью населения пользовалась Александра Петровна. В ранней молодости, попав в плен иллюзорных идей народничества, она дала клятву посвятить себя делу просвещения самой темной, бесправной, угнетенной половине населения царской России – женщин.
Молоденькой девушкой курсисткой Саша Певунова оказалась в Арык-Балыкской школе. И во имя работы с девочками, молодая, красивая и вполне здоровая учительница добровольно и навсегда лишила себя, самого дорогого в жизни – иметь семью, испытать счастье материнства. В школе, в работе с детьми эта подвижница видела цель и смысл общественной и личной жизни своей.

### Станица до первой мировой войны
Сибирский казачий характер ковался из  разного по происхождению, культуре, образованию и этническому составу населения. Разные судьбы и обстоятельства забросили этих людей на окраину Российской империи. Не все оказавшиеся на просторах степей имели навыки земледельцев и скотоводов, не все умели держать в руках оружие, но уже к середине XIX века Сибирское казачье войско стало той грозной силой, которая позволила России подчинить влиянию всю Среднюю Азию.
Наряду с переселенными в 1824 году с Дона казаками, в станице жили потомки первопоселенцев. По мнению А. Н. Букейханова, первопоселенцы станицы Арык-Балыкской по происхождению были оседлыми, занимающимися земледелием, сибирскими татарами из бухарских сартов, исповедующих христианство несторианского толка, которое было ограниченно распространено и среди сибирских татар, и среди некоторых казахских родов. В станице употреблялось большое количество тюркских и иранских слов в быту, некоторые казачки по воду ходили с кувшином, и носили его на голове, заплетали 3—4 дюжины косичек, не говоря уже о темных волосах и чертах лица, характерных чаще для жителей Бухары или Коканда, чем средней полосы России, говорят в пользу высказанного Алиханом Букейхановым предположения. С другой стороны, рассматривая разные варианты происхождения станичников старого конца, нельзя оставить без внимания родовые сказания станичников, в которых утверждалось, что казаки старого конца были потомками разинских казаков. Это подтверждается большим количеством сказаний о последнем князе Черкасском, его удалых набегах на волжские городки и заморские походы, которые любили пересказывать старики старого конца станицы. Кроме прочего, именно старейшины старого конца были хранителями казачьих обычаев и казачьего закона.
Были среди станичников и потомки ссыльных поляков и литовцев, принявших православие, а также несколько десятков семей из числа запорожских черкассов. Поляки, литовцы и запорожцы составили польский конец станицы.
Естественно, что какую-то долю населения станицы составили и военные поселенцы из крестьян и казаков Волжко-Камской вольницы. Среди вольного населения Поволжья и Приуралья, так называемых Волжских казаков, были как потомки Новгородских ушкуйников, так и вольные русские крестьяне, как Запорожские черкассы, перебравшиеся в Поволжье после разгрома Сечи, так и татары, мордва и чуваши. Переселение этого беспокойного люда в Приишимье и на Алтай позволяло сформировать из него костяк населения нескольких десятков станиц Сибирского казачьего войска.
Так первая партия военных поселенцев из Челябинского округа Оренбургской губернии (16 семей) прибыла на границу Сибирского войска 4 июня 1849 года. По жребию первым военным поселенцам Сибирского казачьего войска выпала станица Арык-Балыкская, куда они выехали из Кокчетава 25 июня 1849 года в сопровождении сотника Пахомова.
В станицу 1-я партия поселенцев прибыла 29 июня 1849 года из: 
Оренбургская губерния, Челябинский округ, Андреевка
1. Масленников Алексей Кондратьевич, 54 года, с ним 5 чел. муж. пола и 5 чел. жен. пола.
2. Тарасов Гаврило Никитович, 49 лет, с ним 4 чел. муж. пола и 5 чел. жен. пола.
Оренбургская губерния, Челябинский округ, Большой Шумак
3. Полянский Никита Васильевич, 54 года, с ним 4 чел. муж. пола и 3 чел. жен. пола.
4. Красников Ефим Петрович, 60 лет, с ним 11 чел. муж. пола и 5 чел. жен. пола.
5. Калинин Андрей Гурьянович, 45 лет, с ним 4 чел. муж. пола и 2 чел. жен. пола.
6. Желинков Александр Максимович, 58 лет, с ним 4 чел. муж. пола и 10 чел. жен. пола.
7. Шуховцов Федосей Матвеевич, 42 года, с ним 1 чел. муж. пола и 4 чел. жен. пола.
8. Ефремов Иван Никифорович, 78 лет, с ним 7 чел. муж. пола и 3 чел. жен. пола.
Оренбургская губерния, Челябинский округ, Малый Шумак
9. Шуховцов Емельян Иванович, 54 года, с ним 3 чел. муж. пола и 3 чел. жен. пола.
Оренбургская губерния, Челябинский округ, Ваганов
10. Котельников Петр Лукьянович, 68 лет, с ним 9 чел. муж. пола и 8 чел. жен. пола.
11. Тюменцев Калистрат Арефьевич, 54 года, с ним 7 чел. муж. пола и 9 чел. жен. пола.
12. Попов Сидор Никифорович, 26 лет, с ним 1 чел. муж. пола и 5 чел. жен. пола.
13. Шульгин Иван Евсеевич, 39 лет, с ним 9 чел. муж. пола и 3 чел. жен. пола.
14. Пазников Федор Лазаревич, 42 года, с ним 4 чел. муж. пола и 3 чел. жен. пола.
15. Глазырин Григорий Моисеевич, 48 лет, с ним 1 чел. муж. пола и 5 чел. жен. пола.
16. Попов Сергей Терентьевич, 47 лет, с ним 2 чел. муж. пола и 4 чел. жен. пола.
2-я партия из Бугульминского округа, Оренбургской губернии:
1. Афанасьев Ефим, 43 года, с ним 4 чел. муж. пола и 7 чел. жен. пола.
2. Дмитриев Иван, 35 лет, с ним 4 чел. муж. пола и 2 чел. жен. пола.
3. Павлов Антон, 51 год, с ним 5 чел. муж. пола и 4 чел. жен. пола.
4. Емельянов Трофим, 34 года, с ним 2 чел. муж. пола и 1 чел. жен. пола.
5. Ильин Наум, 46 лет, с ним 3 чел. муж. пола и 1 чел. жен. пола.
6. Золотарев Андрей, 56 лет, с ним 7 чел. муж. пола и 5 чел. жен. пола.
3-я партия из села Кокодей, Саратовской губернии:
1. Маркелов Григорий, 46 лет, с ним 2 чел. муж. пола и 4 чел. жен. пола.
2. Назаров Григорий, 26 лет, с ним 1 чел. муж. пола и 3 чел. жен. пола.
3. Агапов Прокопий, 27 лет, с ним 3 чел. муж. пола и 4 чел. жен. пола.
4. Иванов Кузьма, 36 лет, с ним 3 чел. муж. пола и 2 чел. жен. пола.
5. Семенов Осип, 44 года, с ним 4 чел. муж. пола и 3 чел. жен. пола.
6. Маркелов Севастьян, 53 года, с ним 4 чел. муж. пола и 5 чел. жен. пола.
7. Андреев Никанор, 35 лет, с ним 2 чел. муж. пола и 4 чел. жен. пола.
8. Прохоров Василий, 41 год.
9. Петров Никанор, 35 лет, с ним 3 чел. муж. пола и 2 чел. жен. пола.
10. Николаев Григорий, 26 лет, с ним 3 чел. муж. пола и 1 чел. жен. пола.
11. Филатов Петр, 53 года, с ним 2 чел. муж. пола и 1 чел. жен. пола.
12. Афанасьев Севастьян, 37 лет; с ним 1 чел. муж. пола и 2 чел. жен. пола.
Всего в 1849—1850 годах в станицу прибыло три партии поселенцев, часть их из служилых казаков, другие приписаны в казаки.
Семьи, проживавшие в старом конце станицы Арык-Балыкской в 1877 году:
1. Вихаревы
2. Гладковы
3. Головины
4. Горбулины
5. Казачинины
6. Катагаровы
7. Неклюдовы
8. Паленовы
9. Пашковы
10. Перелыгины
11. Сафроновы
12. Титаревы
13. Шумилины
14. Щербатовы
15. Черноярцевы
Традиционно самыми зажиточными в станице были староверческие семьи старого конца, многие из которых имели более пятидесяти коров, маслобойни и мельницы. Неплохо жили и станичники донского конца, традиционно занимавшиеся отгонным скотоводством и имевшие большие стада баранов. Польский конец станицы был славен винной лавкой и гулянками с драками, которые редко без участия военных поселенцев.
Станичники, которые имели строевых коней и могли справить все необходимое снаряжение, служили в 1-м имени Ермака Тимофеева полку Сибирского Казачьего Войска. Те казаки, которые не могли справить все снаряжение без помощи казны, могли приписываться к другим полкам, вспомогательным командам, служить в артиллерийских и пулеметных командах. Прошедших действительную службу приписывали к полкам второй и третьей очереди (4-му и 7-му). Были среди переселенцев и нестроевые (припашные казаки) — те, кто не служил действительную службу и, в отличие от других казаков, не освобождался от податей. Одной из важных задач Приишимских станиц было обеспечение производства хлеба, именно её и решали в первую очередь припашные казаки. В случае войны их, как нестроевых, призывали в тыловые и интендантские команды, как правило, на службу они отправлялись с телегой и лопатой. Но к началу двадцатого века, в связи с массовым переселением в Сибирь крестьян, все нестроевые казаки отнесены к строевым и действительную службу проходили в общем порядке.
К началу двадцатого века большинство станичников имело родственные связи между собой и различия между ними уже не этнические и не связаны с происхождением. Богатые казаки переселялись в старый и донской концы станицы, менее благополучные отселялись в польский или военный концы. Расслоение неизбежено, но, несмотря на это, в отличие от русской деревни, среди казаков не могли возникнуть кулаки и бедняки по определению. Земли Сибирские казачьи станицы имели достаточно, только пахотной земли выделяли 36 десятин на душу (для сравнения на Дону 12 десятин) и это залог всеобщего благополучия. Бедность была относительной, даже самые бедные казаки никогда не были голодными. Бедной считалась семья, имевшая меньше десяти коров, поскольку стоимость восьми-десяти коров соответствовала стоимости снаряжения одного казака, отправлявшегося на действительную службу. Семьи были большими, вместе с детьми до 40-50 человек, и включали по три поколения. Женились не раньше 25 лет, после прохождения действительной службы. Отделяли в новое хозяйство сыновей после 40 лет, когда их старшие дети достигали 15—16 летнего возраста и могли уже реально помогать в ведении хозяйства.

#### Русско-японская война
В русско-японской войне погибли два казака из станицы Арык-Балыкской:
- 4-й Сибирский казачий полк Вахмистр Алексеев Фрол Ильич — убит 22 августа 1904 года в бою у деревни Тумынцзы.
- 7-й Сибирский казачий полк. Казак Неклюдов Петр Васильевич — убит 20 августа 1904 года в бою у станции Янтай-Копи.

И два казака из станичного выселка, посёлка Верхне-Бурлукского:
- 7-й Сибирский казачий полк. Младший урядник Семенов Дмитрий Павлович — убит 15 августа 1904 года в бою под Ляояном.
- 7-й Сибирский казачий полк. Казак Нечкин Гавриил Никифорович — умер 11 апреля 1905 года от раны, полученной 10 апреля 1905 года в бою под городом Кайюанем.

Кроме казаков, по состоянию на 1913 год, в станице проживало несколько десятков разнородных семей русских, татар и мордвы. Они промышляли ремеслом, торговлей и наёмными работниками у наиболее благополучных станичников.

### Первая мировая война
В первой мировой войне погибли восемьдесят девять казаков из станицы Арык-Балыкской, из них тридцать семь в 1-м Сибирском казачьем Ермака Тимофеева полку. Пятьдесят два казака погибли в 4-м Сибирском казачьем полку, из них двадцать восемь в отдельном «партизанском» (рейдовом) отряде Бориса Владимировича Анненкова.

### Арык-Балыкская в 1917—1919 годах
Станица, оторванная от центра России, после 1917 года переходила из одних властей к другим. Только в октябре 1919 года установилась Советская власть. Но еще не один раз на улицах станицы, за его околицами ночами раздавались выстрелы.
Многие казаки станицы Арык-Балыкской, как и других станиц 1-го (Кокчетавского) войскового отдела Сибирского казачьего войска, хорошо знавшие атамана Анненкова, как по предыдущей службе в 1-м Сибирском казачьем Ермака Тимофеева, так и в 4-м Сибирском казачьих полках, составили ядро созданной атаманом партизанской дивизии, которая с декабря 1917 по март 1920 года была боеспособным соединением белой армии.
Весной 1918 года с Анненковым из станицы и поселка Верхне-Бурлукский ушли многие казаки призывов 1906—1915 годов (около полутора сотен), остались только ветераны и необстрелянные призывники 1918 года. Призывники в 1918 пошли служить в 1-й Сибирский казачий полк Ермака Тимофеева под руководством войскового старшины Волкова. Из всех ушедших с партизанским отрядом Анненкова и 1-м Сибирским казачьим полком в 1920 и начале 1921 года домой вернулось всего несколько человек.
В Приишимских станицах Западно-Сибирское восстание (1921—1922) годов началось 13 февраля 1921 года с разгрома продотряда в станице Арык-Балыкской. Поздним вечером, 12 февраля, в станицу вернулись три брата (Андрей, Михаил и Петр Черноярцевы), служивших у атамана Анненкова. Братья на рассвете 13 февраля вырезали продотрядовцев, захватив при этом пулемёт и 32 винтовки. Первыми 14—15 февраля восстание поддержали выселки Верхне-Бурлукский и Нижне-Бурлукский, а до 18 февраля восстание охватило все соседние станицы: Лобановскую, Имантавскую, Акан-Бурлукскую, Якши-Янгизставскую и Аиртавскую. Восстание  распространялось на восток по тракту Кокчетав — Атбасар к станицам Зерендинской и Сандыктавской. Основными лозунгами восставших были «Довольно разверсток!», «Советы без коммунистов!».
В окрестностях Арыкбалыка обнаружили 18 трупов, обезображенных до неузнаваемости. Среди них трудно было узнать коммунистов Вашкевича, Андреева, Битюкова и других. Всех погибших похоронили в братской могиле. На территории школы стоит небольшой обелиск с алой звездой. Надписи на нём с 1970-х годов нет.
Вот что рассказывает об этом трагическом восстании известный историк и писатель Владимир Шулдяков: "Многие руководящие работники под всякими предлогами, не слушая приказов ревтройки, ударились в бега в сторону Омска. Это посеяло панику среди прокоммунистических групп населения, деморализовало рядовых агентов власти, усилило хаос."
20 февраля Кокчетав услышал выстрелы. Возможно, стреляли конные разъезды повстанцев, рыскавшие в округе. Поддавшись панике, в ночь на 21 февраля, уездная ревтройка оставила город и отступила на северо-восток, в сторону Омска. У неё было 200 штыков и сабель при 3 пулеметах. Отряд ревтройки остановился только в немецком селе Златорунном, в 90 км от Кокчетава. 28 февраля сюда же пришло 200 коммунистов во главе с членом Казачьего отдела ВЦИК, казаком Котуркульской станицы Ф. П. Степановым, они отступили из Борового.
Отряды объединились. Степанова ввели в состав уездной ревтройки. Её председатель Т. Ф. Розенбах 1 марта писал из Златорунного в Омский губком РКП(б): «…восстание и организованно, и стихийно. Повстанцы берут нас „шапками“ и нагоняемой паникой… Казаки действуют целыми массами в несколько тысяч и нагоняют страх на наши маленькие отряды».
Восстание охватило почти весь уезд. У восставших оказались все казачьи поселения Кокчетавского уезда: 14 станиц и 2 выселка. Казаки стали ударной силой народного движения.
Однако не долог был миг свободы, красные сосредоточили все силы на подавлении восстания. Три стрелковых, кавалерийская дивизия, четыре отдельных стрелковых бригады и восемь отдельных стрелковых полков были брошены против восставшего Ишима. Но не только это было причиной поражения восстания, разногласия в среде восставших, умелое использование противоречий между разными группами населения. Агитация была поставлена у большевиков на высокий уровень. Так, в ходе восстания, большевикам удалось вбить клин между крестьянством и казачеством, этому способствовало и то, что при отступлении мужики ишимских деревень оказались в пределах сибирского казачьего войска и увидели процветающие с их точки зрения казачьи станицы. Зависть к соседям привела к тому, что в марте 1921 года 534 бойца из восставших ишимских крестьян, восстание среди которых началось ещё в январе 1921 года, перешли к большевикам, оголив фронт перед красными, наступавшими на станицу Арык-Балыкскую. Предательство полка ишимских крестьян сыграло роковую роль для станицы. Во время штурма Арык-Балыкской большевики не оставили в станице ни одного целого дома, казаки защищали родную станицу до последнего.
Это позволило части повстанцев отступить и увести из станицы семьи. Казаки через степь отступали в Китай. За ними шли красные кавалеристские бригады. Чекисты расстреляли в Арык-Балыкской и тех, кто не участвовал в восстании и попал под горячую руку, среди них и сторонников большевиков, как председатель и секретарь исполкома, заведующий почтовым отделением и почтальон, и других, не провинившихся перед советской властью.
Ф. П. Степанов признавал, что от многих станиц Кокчетавского уезда, после боев с массовым применением Красной Армией артиллерии, буквально не осталось камня на камне. Массовый исход казаков привел к тому, что многие станицы некому было восстанавливать. На месте станицы Арык-Балыкской летом 1921 года было несколько десятков землянок, сооруженных немногими выжившими станичниками.
В гражданской войне значительная часть населения станицы уничтожена большевиками, остальные вынуждены покинуть родные места. В 1933 году в селе Арык-Балык, находящемся на месте бывшего мордовского выселка станицы Арык-Балыкской, проживала 91 семья, из которых только 38 семей — семьи расказаченных сибирских казаков.
Так было уничтожено славное и боеспособное из казачьих войск России — Сибирское казачье войско, несмотря на малочисленность, сыгравшее очень важную роль в освоении Сибири и присоединении Средней Азии. В этой трагедии свою роль сыграло время. Пострадали люди, семьи. Каждый защищал свою правду.

### Период коллективизации
Процесс коллективизации, когда шла коренная ломка уклада мировоззрения вчерашнего единоличника, не везде проходила гладко. В бывшей казачьей станице он особо труден. К моменту коллективизации не было в живых многих врагов революции. Но единомышленники их жили в станице и старались в какой-то степени влиять на ход событий.
Яркое воспоминание дает Елизар Прохорович Степанов, проживавший в городе Ерментау Акмолинской области. «В комсомольской организации в начале 20-х годов были смелые преданные партии ребята: Павел Алексеев, Юлия Нечкина, Федор Головин и другие. Энергично действовали они в работе ликбеза, выявляли скрытый кулаками от обложения налогом хлеб, скот, боролись с самогоноварением, участвовали в культурно-просветительской работе. Партийная организация во главе с секретарем товарищем Лелюком и правление много энергии тратили на укрепление колхоза. Все было ново, в каждом деле нужно было прокладывать первую борозду. Подавляющая часть вступивших в колхоз — люди с чистой совестью и добрыми намерениями. Они нетолько сами добросовестно работали, но и помогали правлению артели избегать серьезных промахов. И все вместе с воодушевлением готовились к первой колхозной весне. С трудом создавали семенной фонд. Агроном Иван Биржатый доводил его до посевных кондиций. Ремонтировали сельхозинвентарь, сбрую. Было создано 6 полеводческих бригад. План посева зерновых для колхоза был определен около 900 гектаров, примерно по 150 гектаров на бригаду. Конечно, в наши дни, когда счет бригадного посева идет на тысячи га, смешно говорить о сотнях. Но эти первые гектары бригадного сева были тем фундаментом, на котором выросло крупное социалистическое земледелие. Однажды колхозные активисты, члены партии стали получать анонимки, авторы которых угрожали устроить в станице «варфаламееву ночь». В апреле к нам прибыла большая группа работников ОГПУ. Чувствовалось назревание серьезных событий. В Арыкбалыке были арестованы Ефим и Петр Алексеевы – сыновья бывшего атамана. Это они и их единомышленники замышляли грабежи и поджоги колхозных складов и ферм, убийство членов партии, колхозных активистов. Чувства труженика-хлебороба подсказывало преимущество артельного труда. Но не каждому дано в один прием освободиться от того, что веками накапливалось. Вспоминается случай, когда бедняк из бедняков Иван Ильич Данилов не менее пяти раз подавал заявление о приеме его в колхоз и столько же раз брал его обратно. И только после посевной, когда, сличив всходы на своей заовсюженной десятине, что прижалась к полю бригады М.Акимова, подал еще одно заявление и на этот раз обратно не взял его. Подошла первая колхозная страда. Если в посевную колхозники трудились на славу, то в уборочную работали до самозабвения. Наконец, наступил час, когда был обмолочен последний сноп. Старейшие пахари, определяя урожай на корню, не ошиблись: более 125 пудов с десятины. В 1931 году намечалось посевную площадь увеличить в четыре раза. Был создан страховой фонд. Членам артели выдан аванс по 4 фунта на трудодень. Сколько радости и гордости было у вдов-колхозниц Ольги Тюменцевой, Агафьи Симаковой, Прасковьи Фадеевой, бывших батраков Алексея Федоровича Полинского, Василия Симакова, Алексея Денисовича Маркелова и многих других десятков людей, когда они везли зерно, полученное за свой труд. Память сохранила картины героического труда людей тех лет. Во время страды в станице подготовлен ток для ручного обмолота льна, конопли, сушки и сортировки картофеля. На этой работе заняты женщины – те, кто по тем или иным причинам не мог выехать в поле. Колхозная жизнь дала выход на простор организаторским талантам, членам артели. За малый срок из среды бывших батраков и бедняков выдвинулось немало способных руководителей. Кондрат Михайлович Красников стал председателем райисполкома, Владимир Пантелеевич Иванов – директор совхоза, Иван Евдокимович Толмачев – директор ХПП.»

### Великая Отечественная война
Арыкбалыкцы приняли активное участие в защите Родины в годы Великой Отечественной. Сотни из них отдали жизнь за то, чтобы люди нашей страны жили счастливо.

### После Великой Отечественной
Но те, кого судьба пощадила во время войны, трудились в родном селе:
- Чернявский Иван Гаврилович — участник освобождения Венгрии, работал в школе, ныне покойный.
- Снесарев Николай Егорович — участник освобождения Польши, Чехословакии, штурма Берлина, ныне покойный.
- Левченко Федор Иванович — участник обороны Ленинграда, освобождения Польши, Чехословакии — работал учителем в школе. Ныне покойный.
- Перминов Дмитрий Яковлевич — участник войны с первых дней. Сражался за Сталинград, на Курской дуге. Участник освобождения Польши — работал заведующим РайОНО, ныне покойный.
- Пичугин Иван Иванович — участник Парада Победы на Красной площади, ныне покойный.

В Арыкбалыкской сельской библиотеке хранится «Книга Памяти», которую по крупицам собирали супруги Максимовы Аркадий Прокопьевич и Тамара Митрофановна. В ней перечислены все погибшие Арыкбалыкского района. А на самом высоком месте построен Мемориальный комплекс, на котором увековечены сотни имён тех, кто не вернулся с войны из села Арыкбалык, и каждый год к ним прибавляются те, кто умер в мирное время.
За годы Советской власти село разрослось. Некогда захолустная станица стала районным центром. Были построены элеватор и, в 1970-х годах, новое трёхэтажное здание средней школы, вместо старого деревянного одноэтажного.

## Арыкбалык в новом тысячелетии
Но годы перестройки подкосили село. Много жителей покинули родные места, переселившись в Германию и Россию. После упразднения Арыкбалыкского района некоторые переехали в новый районный центр.
В настоящее время Арыкбалыкский сельский округ, который объединяет 6 населенных пунктов: село Арыкбалык, посёлок Горный («Лесхоз»), село Целинное, аул Агынтай Батыр, аул Карасай Батыр и село Наследниковка, один из развивающихся округов в Айыртауском районе.
В производстве деятельность в сельском округе представлена 3 крупными ТОО, 29 крестьянскими хозяйствами и 6 предприятиями.	Отрасль животноводства охватывает индивидуальный сектор населения, а также крестьянские хозяйства «Каракоз», «Миллениум», «Арна». В селе Арыкбалык действуют 2 убойных пункта: Клудкевича В.М. и Музыкина В.Г. и цех по переработке молока Каракозиди А.Г. Автотранспортные услуги оказывает ТОО «Арыкбалыкское АТП».
В посёлке Горный функционирует Арыкбалыкский филиал ГНПП «Кокшетау» по защите и охране природных ресурсов. Идет строительство двух зон отдыха на берегу озера Имантау, которые должны способствовать развитию туризма в округе. Электроэнергией население, сферу производства и другие объекты обеспечивает Арыкбалыкский участок Айыртауского РЭС. В сфере малого бизнеса, кроме крестьянских хозяйств, действуют 3 парикмахерские, кафе, гостиница, аптека, ветеринарная аптека, крытый рынок, станция технического обслуживания по ремонту автомобилей. В селе Арыкбалык функционирует цифровая станция телефонной связи.
Образование представлено школой-гимназией. Учебный процесс проводится в соответствии с требованиями, имеются компьютерные классы. Установлены 4 интерактивные доски.
Здравоохранение представлено терапевтическим отделением центральной районной больницы на 25 койко-мест, центром первичной медико-санитарной помощи, аптекой.
Из объектов культуры в селе Арыкбалык функционирует Дом культуры и библиотека, в которых проводятся культурно-массовые мероприятия и обслуживание населения книгами.
Также разработана Стратегия развития села Арыкбалык до 2015 года, которая должна обеспечить рост экономики и социальной инфраструктуры не только села Арыкбалык, но и всего сельского округа.